# Генадий I Гревенски
Генадий (на гръцки: Γεννάδιος) е гръцки духовник, митрополит на Цариградската патриаршия.

## Биография
Митрополит Генадий Гревенски е споменат в ктиторския надпис от 1778 година на църквата „Свети Димитър“ в гревенското село Месолури.